# Bowstring State Forest
La Bowstring State Forest est une aire protégée américaine dans les comtés de Beltrami, Cass et Itasca, au Minnesota. Elle protège 2 130 km2 au sein de la forêt nationale de Chippewa.